# Martyn Green
Martyn Green (22 de abril de 1899 – 8 de febrero de 1975) fue un actor y cantante británico, conocido principalmente por su trabajo como primer comediante en las óperas cómicas de Gilbert y Sullivan, las cuales interpretó y grabó con diversas compañías teatrales, principalmente la D'Oyly Carte Opera.

## Vida y carrera
Su nombre completo era William Martyn-Green, y nació en Londres, Inglaterra. Su padre, William Green, un cantante, fue su primer profesor de canto. Green tenía una hermana, Julia, y estudió en la Latymer Upper School. Sirvió durante la Primera Guerra Mundial, siendo herido por metralla en su pierna izquierda. Tras la guerra, en 1919 entró en el Royal College of Music, estudiando canto con Gustav Garcia.
Green se casó tres veces. Sus esposas fueron Ethel Beatrice Andrews, Joyce Mary Fentem y Yvonne Chauveau, una modelo 22 años más joven que él. De su primer matrimonio tuvo una hija, Pamela.
La primera actuación teatral de Green tuvo lugar en Nottingham en 1919, formando parte del coro de A Southern Maid. Tras dejar el Royal College en 1921, se unió a una compañía itinerante con la que interpretó al Paul Petrov de Sybil, decidiendo en esa época que Martyn Green fuera su nombre artístico. Además, también actuó por provincias con la revista Shuffle Along. Su primera actuación en Londres la llevó a cabo en el London Palladium en septiembre de 1921 con la obra Thirty Minutes of Melody.

### Época prebélica y en D'Oyly Carte
Green entró en la "New Company" D'Oyly Carte (su segunda compañía itinerante) en 1922 como miembro del coro y ocasional primer cantante. Su primer papel fue el de Luiz en The Gondoliers ese mismo año. En julio de 1923 fue suplente de Frank Steward, el primer barítono cómico de la New Company. A la vez que interpretaba pequeños papeles en The Gondoliers o Trial by Jury, Green también tenía la oportunidad de interpretar muchos números como suplente de Steward, entre ellos el de Juez en Trial, Sir Joseph Porter en H.M.S. Pinafore, el Lord Chancellor en Iolanthe, Ko-Ko en El Mikado, y el Duque de Plaza-Toro en The Gondoliers. En 1924 añadió a su repertorio regular los personajes de Mr. Cox en Cox and Box, el Primer Ciudadano en The Yeomen of the Guard y Pish-Tush en El Mikado.
En 1925 Green fue promovido para actuar con el primer repertorio de la compañía, pasando a ser el suplente de Henry Lytton. En ese puesto hizo con regularidad los papeles de Cox, el Asociado, Mayor Murgatroyd en Patience, y Luiz (y a veces Antonio). A partir de 1927 añadió a su repertorio el Ujier de Trial by Jury. También, y de manera ocasional, sustituyó a Lytton como General Stanley en The Pirates of Penzance, además de interpretar de vez en vez a Florian en Princess Ida, a Giuseppe en The Gondoliers y al Letrado en Trial. En las temporadas 1928–30, además de cantar sus pequeños papeles de barítono, Green tuvo diversas ocasiones para suplir a Lytton como General Stanley, Bunthorne en Patience, el Lord Chancellor, Ko-Ko, Robin Oakapple en Ruddigore, Jack Point en Yeomen y el Duque de Plaza-Toro.  Además, en 1929 también cantó el papel de Mr. Cox en una emisión radiofónica de la BBC.
En 1931 Lytton resultó herido en un accidente de tráfico como resultado del cual falleció la principal contralto de D'Oyly Carte, Bertha Lewis. Green hizo nueve papeles de Lytton hasta la vuelta de éste dos meses más tarde, tras recuperarse de las lesiones sufridas en el mismo accidente. Ya en 1932, dos de los papeles – Major-General Stanley en Pirates y Robin Oakapple en Ruddigore – le fueron asignados a Green de manera permanente. Además, también empezó a sustituir con frecuencia mayor a Lytton en el papel de Jack Point. En 1934 el retiro de Lytton dejó a Green como el principal comediante de D'Oyly Carte, interpretando todos los papeles cómicos del repertorio en los siguientes cinco años.  En estas interpretaciones Green se ganó críticas entusiastas gracias, entre otras cosas, a su excelente dicción y a su movimiento en escena, a pesar de las secuelas que presentaba en la rodilla izquierda como consecuencia de la Guerra Mundial.  Green finalmente añadió a su repertorio en 1938 el papel de John Wellington Wells en The Sorcerer, actuando en 1939 en la versión cinematográfica de El Mikado interpretando a Ko-Ko.

### Años bélicos
En septiembre de 1939, con el inicio de la Segunda Guerra Mundial, el gobierno británico ordenó el cierre indefinido de todos los teatros. Rupert D'Oyly Carte canceló la totalidad de la gira de otoño y dio por concluido el contrato con todos sus intérpretes. Green inmediatamente concertó un contrato con Charles B. Cochran para actuar en la revista de Noel Gay Lights Up en el Teatro Savoy. El día de Navidad de 1939, la D'Oyly Carte reinició las representaciones y, dado que Green no estaba disponible, contrataron a Grahame Clifford para hacer los papeles de Green. Tras la revista de Cochran, Green trabajó con otras compañías, incluyendo una gira con Sylvia Cecil en locales de variedades, interpretando "Words with Music," espectáculo en el cual se incluían canciones de Gilbert y Sullivan.
Más adelante entró en la Royal Air Force, sirviendo como instructor y administrador desde 1941 a 1945. Green volvió a la compañía en 1946 como principal comediante durante otros cinco años. En ese tiempo grabó la mayoría de sus papeles en las primeras grabaciones en LP de D'Oyly Carte.  Para una generación de admiradores de Gilbert y Sullivan sus interpretaciones en dichas grabaciones fueron consideradas como definitivas, y la revista Billboard alabó su papel de Jack Point que hizo durante la gira que la compañía hizo por los Estados Unidos en 1948.
En 1949, poco después de heredar la compañía, Bridget D'Oyly Carte eligió a Eleanor Evans como directora teatral y de producciones en sustitución de Anna Bethell (esposa de Sydney Granville). La elección de la temperamental Evans fue muy impopular y contribuyó a que un gran número de artistas dejaran la compañía, entre ellos el propio Green, que se despidió en 1951.

### Época posterior a D'Oyly Carte
Tras dejar D'Oyly Carte, Green interpretó a George Grossmith en la película The Story of Gilbert and Sullivan (rodada en el verano de 1952 y estrenada en 1953). Posteriormente viajó a Estados Unidos para actuar junto a Ella Halman y L. Radley Flynn interpretando a Gilbert y Sullivan. Permaneció en Estados Unidos, asentándose en la ciudad de Nueva York, donde prosiguió su carrera artística actuando en musicales, teatro, televisión, cine y grabando discos. Además de sus muchas intervenciones en el circuito de Broadway con papeles de Gilbert y Sullivan, Green fue Chang en Shangri-La (1956), Lionel Croy en Child of Fortune (1956), y Kreton en A Visit to a Small Planet, (de Gore Vidal, 1957-58). En 1954 trabajó junto a Ginger Rogers en Red Peppers una producción del show televisivo "Producers' Showcase". Además de todo ello, actuó en varios musicales televisivos, como por ejemplo The Stingiest Man in Town, en el papel de Bob Cratchit (1956).
En 1959 Green sufrió un accidente al quedarle atrapada la pierna izquierda en el ascensor de un garaje, siendo necesaria la amputación por debajo de la rodilla. Ocho meses después, utilizando una prótesis, actuó en St. Louis como W. S. Gilbert en el musical Knights of Song. En 1960 dirigió a Groucho Marx, Helen Traubel, Stanley Holloway y Robert Rounseville en una producción televisiva condensada de El Mikado, emitida dentro del show Bell Telephone Hour. Además, siguió actuando en Broadway, como Coronel Melkett en Black Comedy (1967), Justinus y Chaucer en Canterbury Tales (1969), Coronel Sir Francis Chesney en Charley's Aunt (1970), y Coronel Elbourne en The Incomparable Max (1971).
Aparte de estas actividades, Green siguió actuando a lo largo de toda su vida en representaciones de teatro de verano, además de dirigir y producir producciones de Gilbert y Sullivan. Entre sus papeles para el cine aparecen los de Finchley en A Lovely Way to Die (1968) y el Capitán en The Iceman Cometh (1973). La última actuación teatral de Green tuvo lugar en Chicago en diciembre de 1974, en la obra británica The Sea, y la actuación con la que cerró su carrera tuvo lugar ese mismo año en una producción de The National Radio Theater de la pieza Mathry Beacon, de Giles Cooper.
Tras ello, volvió a su domicilio de Hollywood, aunque fue hospitalizado poco después, falleciendo el 8 de febrero de 1975 a causa de una infección sanguínea.

## Grabaciones y libros
Además de sus grabaciones con D'Oyly Carte, Green hizo otras cuatro discos de Gilbert y Sullivan: Martyn Green's Gilbert & Sullivan (Columbia, 1953), The Mikado (Allegro-Royale, 1954), Martyn Green Sings the Gilbert & Sullivan Song Book (MGM, 1962), y The Pirates of Penzance (RCA-Victor, 1966).  También intervino en 1956 en la banda sonora de The Stingiest Man in Town. y en el álbum de 1969 Canterbury Tales..
Otra de sus actividades fue la adaptación de la canción del Major-General para Campbell Soup Company. En 1956 también grabó una selección de A Treasury of Ribaldry, y en 1957 hizo lo mismo con canciones e historias para niños, bajo el título de "Songs of Sense & Nonsense - Tell It Again, y Arabian Nights' Entertainment..
Green escribió dos libros: una autobiografía, Here's a How-de-do en 1952, y un libro de canciones, Martyn Green's Treasury of Gilbert & Sullivan (New York, Simon & Schuster) en 1961. También escribió un prólogo al libro de Leslie Ayre de 1972 "The Gilbert & Sullivan Companion".

## Filmografía
- The Mikado (1939).... Ko-Ko
- The Story of Gilbert and Sullivan (1953).... George Grossmith
- The Adventure of the Black Baronet.... Dr. John H. Watson (telefilm, 1953, CBS)
- Westinghouse Studio One: The Gathering Night (1 episodio, 1953)
- Kraft Television Theatre (2 telefilmes):
  - The Adventures of the Kind Mr. Smith (1953)
  - You Touched Me!  (1954)
- The Motorola Television Hour: Black Chiffon.... Robert (telefilm, 1954)
- Producers' Showcase: Tonight at 8:30.... (segmento Red Peppers) (telefilm, 1954)
- The Elgin Hour: Sting of Death.... Mr. Hargrove (telefilm, 1955)
- Hallmark Hall of Fame: Alicia en el país de las maravillas.... Conejo Blanco (telefilm, 1955)
- The Alcoa Hour: The Stingiest Man in Town.... Bob Cratchit (telefilm, 1956)
- The United States Steel Hour:  Who's Earnest?.... Chasuble (telefilm, 1957)
- Pinocchio (1957) (TV).... Zorro
- Shirley Temple's Storybook: Dick Whittington and His Cat.... Mr. Fitzwarren (telefilm, 1958)
- True Story.... Harry Kent (1 episodio, 1959)
- The Bell Telephone Hour: El Mikado (1960).... Director (con Groucho Marx)
- The Defenders: Die Laughing.... Dr. Fisher (1 episodio, 1964)
- The Trials of O'Brien: Notes on a Spanish Prisoner.... Judge Briscoe (1 episodio, 1965)
- The Jackie Gleason Show: The Honeymooners: Poor People in Paris.... Major-Domo (1 episodio, 1966)
- A Lovely Way to Die (1968).... Finchley
- The Iceman Cometh (1973).... Cecil Lewis
- ABC Afterschool Specials: Cyrano (1974, TV, voz).... Conde de Guiche